# نبرد طرابلس (۱۹۴۳)
نبرد طرابلس درگیری بین آفریکاکور به فرماندهی اروین رومل از آلمان و اتوره باستیکو از ایتالیا، که شهر را در اختیار داشت، و ارتش هشتم بریتانیا، یک نیروی مشترک المنافع به فرماندهی سر برنارد مونتگومری بود. پس از یک محاصره کوتاه، آلمانی‌ها از طرابلس عقب‌نشینی کردند و متفقین با هیاهوی بزرگ جهانی وارد شهر شدند.

## پیش‌درآمد
پس از شکست آلمان در نبرد دوم العلامین در نوامبر ۱۹۴۲، فرمانده آلمانی اروین رومل بسیاری از واحدهای ایتالیایی کندتر خود را کنار گذاشت و ۳۰۰۰۰ تا ۷۵۰۰۰ مرد را به اسارت گرفت و به تونس رفت. در ۸۰ روز بعد، او ۱۴۰۰ مایل در سراسر لیبی عقب‌نشینی کرد و ۱۳۰ تانک و ۱۰۰۰ تفنگ توپخانه را از دست داد. همزمان با نبرد دوم العلمین، عملیات مشعل تقریباً ۸۳۳۰۰ سرباز آمریکایی و ۲۳۰۰۰ سرباز انگلیسی را در سه گروه ضربت در حمله به شمال آفریقا، در مراکش و الجزایر در ۸ نوامبر ۱۹۴۲ مستقر کرد. رومل باید به بندرهای تدارکاتی خود در تونس می‌رسید قبل از اینکه هر دو ارتش بتوانند راه او را قطع کنند.

## نبرد
رومل خط دفاعی را در بوئرات حفر کرد که در ۱۵ ژانویه ۱۹۴۳ فروریخت. در یک سری از اقدامات ناامید کننده گارد عقب، رومل در حالی که بدنه اصلی خود را به سمت غرب می‌راند، از جناحین خود دفاع کرد. مصراته در ۱۸، حمص در ۲۰، العزیز در ۲۱، کستلورد در ۲۲ ژانویه سقوط کردند. مونتگومری به خبرنگاران پیش‌بینی کرد که طرابلس در ۲۲ ژانویه سقوط خواهد کرد. رومل برای تشکیل یک خط دفاعی در طرابلس متوقف نشد و آن شب شهر را رها کرد. 1st Gordons، 51st Highlanders، سوار بر ۴۰ خودروی هنگ تانک سلطنتی، صبح روز بعد بدون مخالفت وارد طرابلس شدند.

## عواقب
مونتگومری در ۲۳ ژانویه ۱۹۴۳ دستور رژه پیروزی بزرگ در طرابلس را صادر کرد. در ۳ فوریه ۱۹۴۳، نخست‌وزیر وینستون چرچیل در طرابلس سخنرانی کرد. پس اجازه دهید به شما سربازان و هوانوردان اطمینان دهم که هموطنان شما به کار مشترک شما با تحسین و قدردانی می‌نگرند و بعد از جنگ وقتی از مردی پرسیده می‌شود چه کار کرده‌است برای او کافی است که بگوید من لشکر کشید و با ارتش صحرا جنگید.' و هنگامی که تاریخ نوشته شود و تمام حقایق معلوم شود، شاهکارهای ما می‌درخشد و می‌درخشد و سرچشمه آواز و داستان خواهد بود، پس از آنکه ما که در اینجا جمع شده‌ایم از دنیا برویم.»
رومل با موفقیت به تونس عقب‌نشینی کرد و در آنجا با تانک‌های تایگر و پیاده‌نظام بیشتر تقویت شد. اما کار از کار گذشته بود. ارتش‌های اول و هشتم در گروه ارتش هجدهم ادغام شدند. آنها به همراه آمریکایی‌ها خط ماره را شکستند. در ماه مه ۱۹۴۳، حدود ۵۰۰۰۰ سرباز متحدین تسلیم شدند و به نبرد شمال آفریقا پایان دادند.